# Falha catastrófica
Uma falha catastrófica é um fracasso repentino e total, do qual a recuperação é impossível. Falhas catastróficas, muitas vezes, levam a uma falha em cascata de sistemas. O termo é mais comumente usado para falhas estruturais, mas muitas vezes tem sido estendido a muitas outras disciplinas das quais a perda total e irrecuperável ocorre. Tais falhas são investigadas através de métodos de engenharia forense, que tem como objetivo isolar a causa ou causas da falha.
Por exemplo, uma falha catastrófica pode ser observada em uma falha no rotor de turbina a vapor, que pode ocorrer devido ao pico de estresse no rotor; a tensão concentrada aumenta até um ponto em que ela é excessiva, culminando em uma falha do disco.
Em armas de fogo, uma falha catastrófica geralmente refere-se a uma ruptura ou a desintegração do cano da arma ao atirar. Algumas possíveis causas disso são o uso incorreto de munições, o uso de munições com uma carga incorreta de propelente, cano parcialmente ou totalmente obstruído, ou o enfraquecimento do metal do cano. Uma falha deste tipo, conhecida coloquialmente como "kaboom", ou falha "kB", pode representar uma ameaça não apenas para o usuário, mas até mesmo para as pessoas ao redor.
Em engenharia química, um disparo térmico pode causar uma falha catastrófica.

## Exemplos

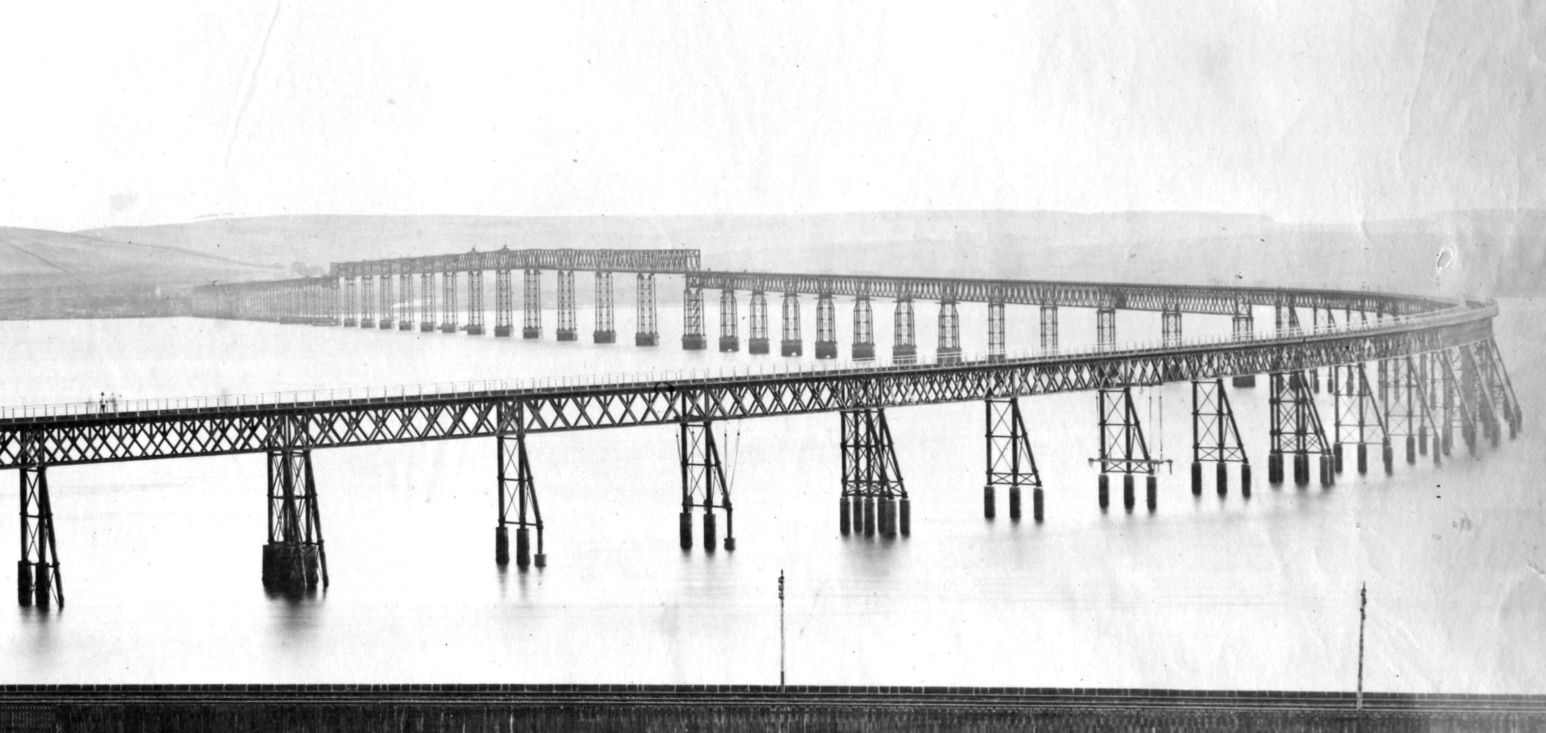
Ponte Tay original, vista do norte

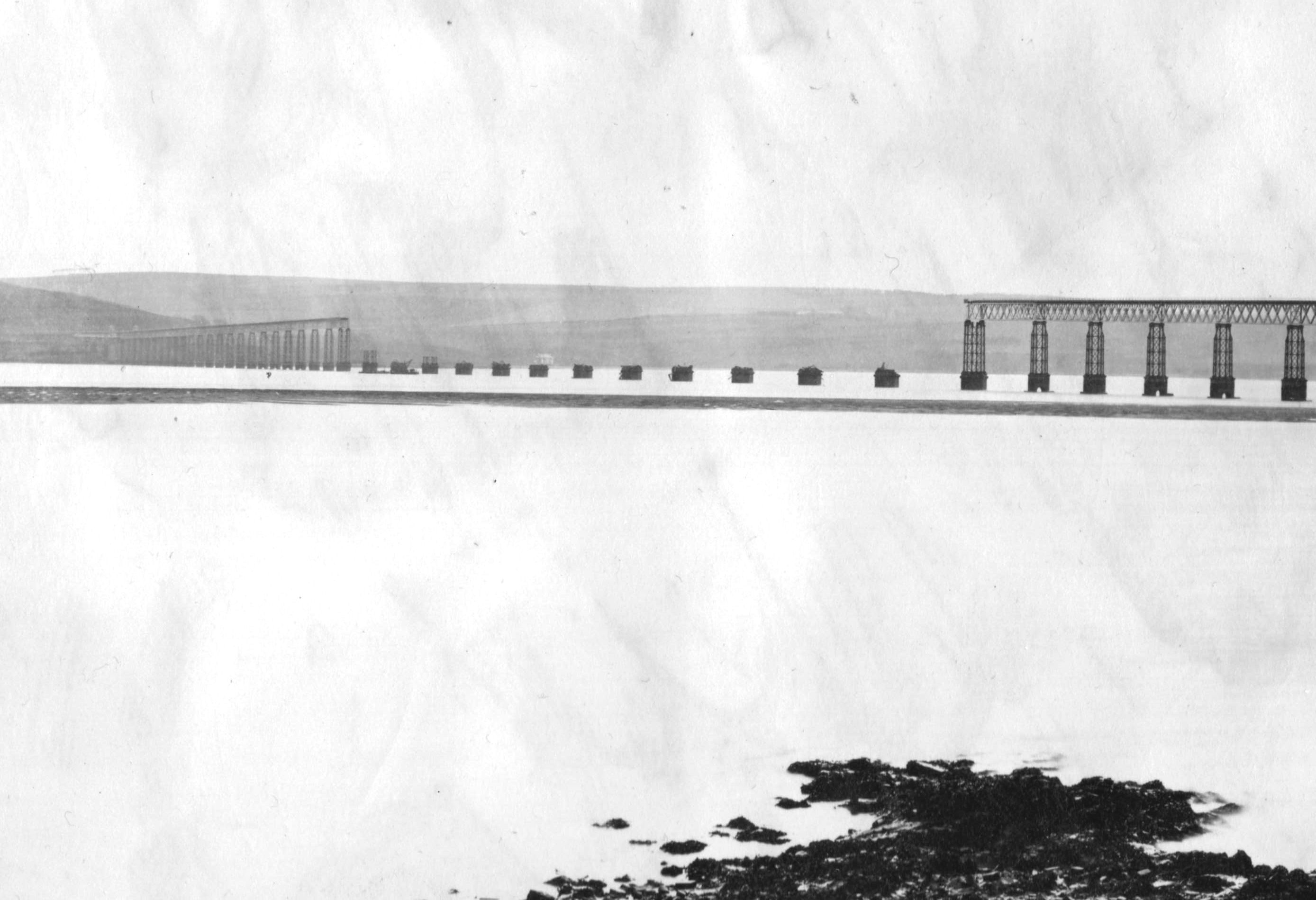
Ponte Tay caída, vista do norte

Exemplos de falha catastrófica em estruturas de engenharia incluem:
- O desastre da Ponte Ferroviária Tay, de 1879, onde a meia milha central da ponte foi destruída completamente durante a passagem de um trem, no meio de uma tempestade. A ponte foi mal projetada e uma substituta foi construída a partir de uma estrutura separada, rio acima da ponte antiga.
- O desastre da Barragem South Fork, em 1889, lançou 4,8 bilhões de galões (18 bilhões de litros) de água e matou mais de 2.200 pessoas (popularmente conhecido como a Inundação de Johnstown).
- O colapso da Barragem São Francisco, em 1928, lançou 12.4 mil milhões de galões (47 bilhões de litros) de água, resultando em um número de mortes de cerca de 600 pessoas.
- O colapso da primeira Ponte Tacoma Narrows de 1940, onde a plataforma principal da ponte foi totalmente destruída pelas oscilações dinâmicas em um vento de 40 milhas por hora (64 km/h).
- Os desastres de 1954 com o De Havilland Comet, posteriormente identificados como falhas estruturais devido à fadiga do metal que não haviam sido previstas nos cantos das janelas utilizadas pelo modelo Comet 1.
- O evento da falha das 62 Barragens de Banquiao, na China, em 1975, devido ao Tufão Nina. Cerca de 86.000 pessoas morreram das inundações e outras 145.000 morreram de doenças subsequentes, com um total de 231,000 mortes.
- O colapso da passarela do Hyatt Regency, em 1981, onde uma passarela suspensa no lobby de um hotel, em Kansas City, Missouri, desabou completamente, matando mais de 100 pessoas sobre e abaixo da estrutura.
- O desastre do ônibus Espacial Challenger, em 1986, em que houve o rompimento de um anel de vedação, fazendo com que o tanque de combustível externo se rompesse, desviando o ônibus espacial de seu curso, submetendo-o a forças aerodinâmicas além do seu limite de projeto; toda a tripulação e o veículo foram perdidos.
- O reator nuclear na usina de Chernobyl, que explodiu em 1986, causando a liberação de uma quantidade substancial de materiais radioativos.
- O colapso do Torre de rádio de Varsóvia, em 1991, que, até aquele momento, mantinha o título de estrutura mais alta do mundo.
- O desabamento da loja de departamentos de Sampoong, em 1995, que aconteceu devido a debilidades estruturais, matou 502 pessoas e feriu 937.
- Os ataques terroristas e o fogo subsequente no World Trade Center, em 11 de setembro de 2001, enfraqueceu vigas do chão até o ponto de uma falha catastrófica.
- O desastre do ônibus Espacial Columbia, em 2003, quando uma asa danificada durante o lançamento  resultou em perda total após a re-entrada.
- O colapso da Ponte I-35W do rio Mississippi, em 1 de agosto de 2007.